# زوجي العشب
زوجي العشب (الاسم العلمي: Zygochloa) جنس نباتات صحراوية من فصيلة النجيلية معروف فقط في أستراليا. النوع الوحيد المعروف منه هو Zygochloa paradoxa، والمعروف باسم عشبة قنب الكثيب. وتتواجد في المناطق القاحلة للغاية مثل صحراء سمبسون.